# الحدود الملتهبة (فلم)
الحدود الملتهبة فيلم تراجيدي حربي عراقي، من إنتاج 1984.

## أحداث الفيلم
تدور أحداث الفيلم في ثمانينيات القرن العشرين، إبان الحرب العراقية-الإيرانية. صورت كثير من مشاهِد الفيلم في جبهات القتال، و الجبال المتاخمة للحدود العراقية- الإيرانية.

## طاقم العمل

### إخراج
- صاحب حداد.

### مونتاج
- صاحب حداد.

### موسيقى تصويرية
- صلحي الوادي.

### إنتاج
- المؤسسة العامة للسينما و المسرح.

### ممثلون
- سامي قفطان.
- هند كامل.
- كنعان علي.
- سعدية الزيدي.
- قاسم الملاك.
- طعمة التميمي.
- مقداد عبد الرضا.
- نزار السامرائي.

## روابط خارجية
- الحدود الملتهبة على موقع IMDb (الإنجليزية)
- الحدود الملتهبة على موقع قاعدة بيانات الأفلام العربية
- الحدود الملتهبة على موقع قاعدة بيانات الفيلم (الإنجليزية)
- الحدود الملتهبة على موقع ليتربوكسد (الإنجليزية)